# 贝森圣母七苦圣殿
贝森圣母七苦圣殿（St. Maria, Mutter der Sieben Schmerzen）是一座罗马天主教朝圣地，位于德国下萨克森州克洛彭堡郊外的村庄贝森。1977年由保禄六世升格为宗座圣殿。 

## 历史
这个圣母朝圣地的历史可追溯到1448年7月。1544年，该地区改宗新教，朝圣活动随之消失。在反宗教改革的过程中，贝森于1613年回到天主教信仰。然而，随着三十年战争的爆发，朝圣活动并没有恢复。在战争中，教堂也被摧毁。直到1669年，贝森朝圣地重建。
七苦圣母是奥尔登堡教友的朝圣目的地，2021年新冠肺炎疫情期间，仍有近10万名朝圣者前来朝圣。这是德国最靠北的一个圣母朝圣地。在全欧洲，更靠北的也只有荷兰的 Warfhuizen、前东普鲁士的 Heiligelinde （今属波兰）和立陶宛维尔纽斯的黎明门三处。

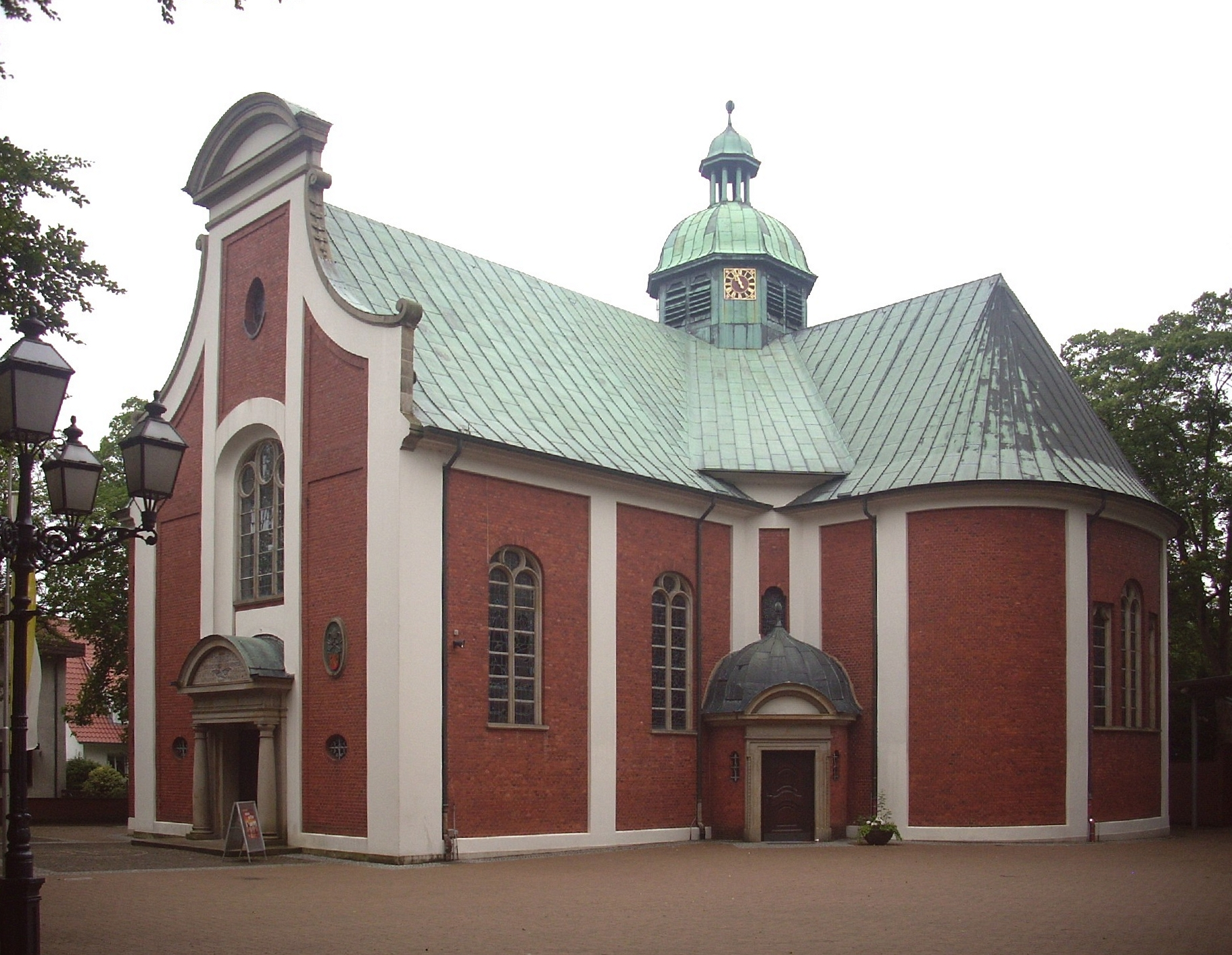
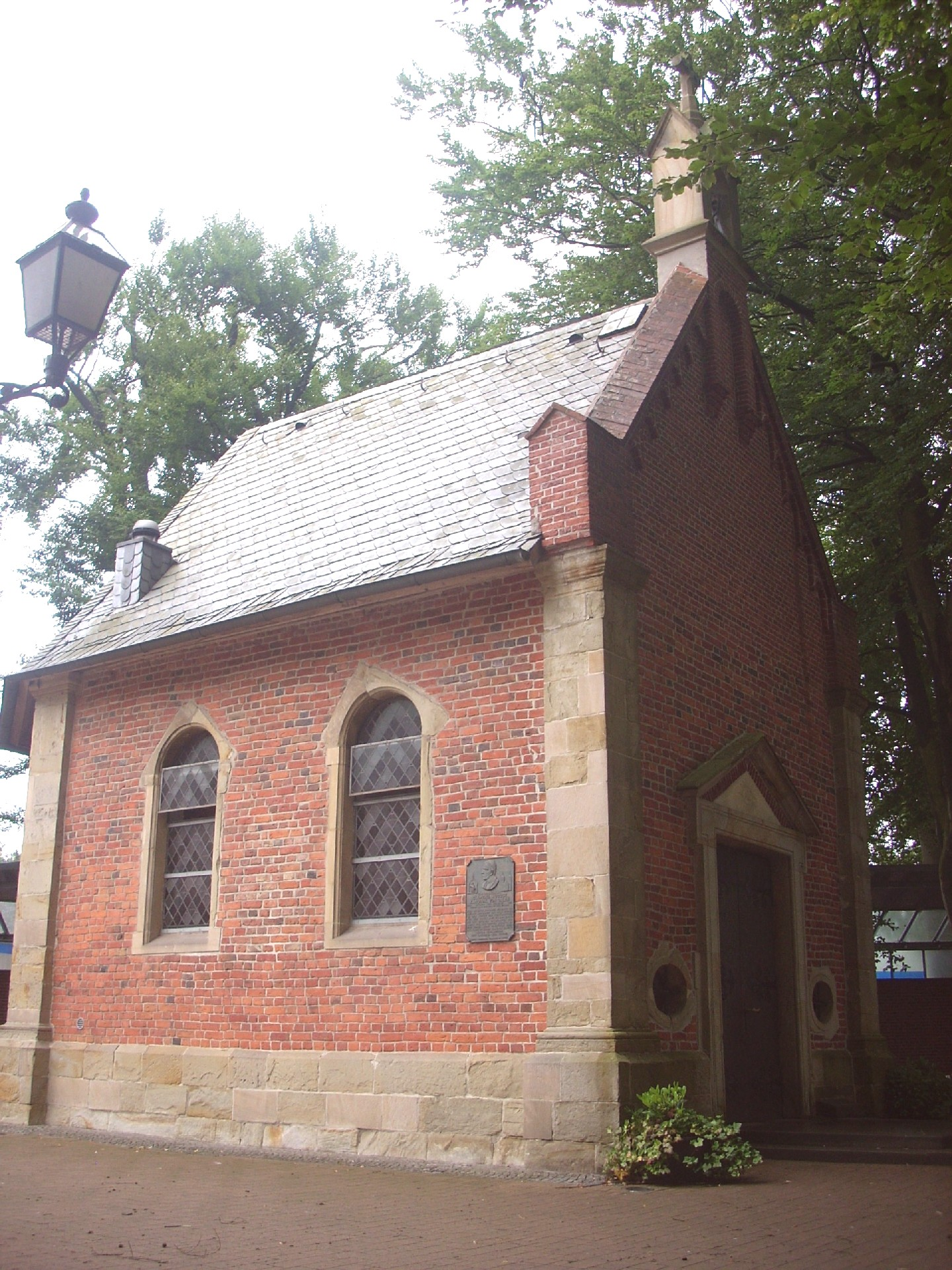
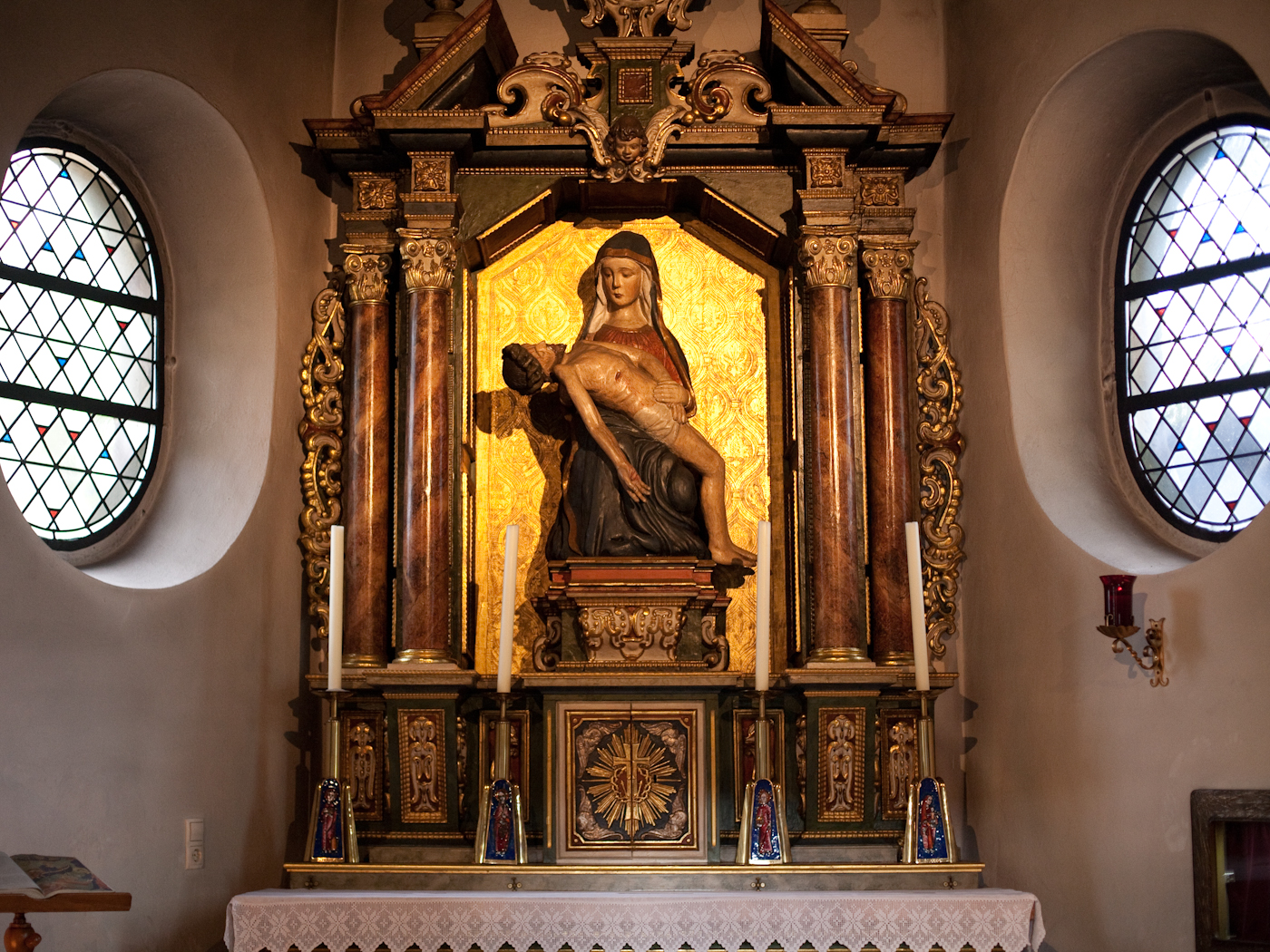
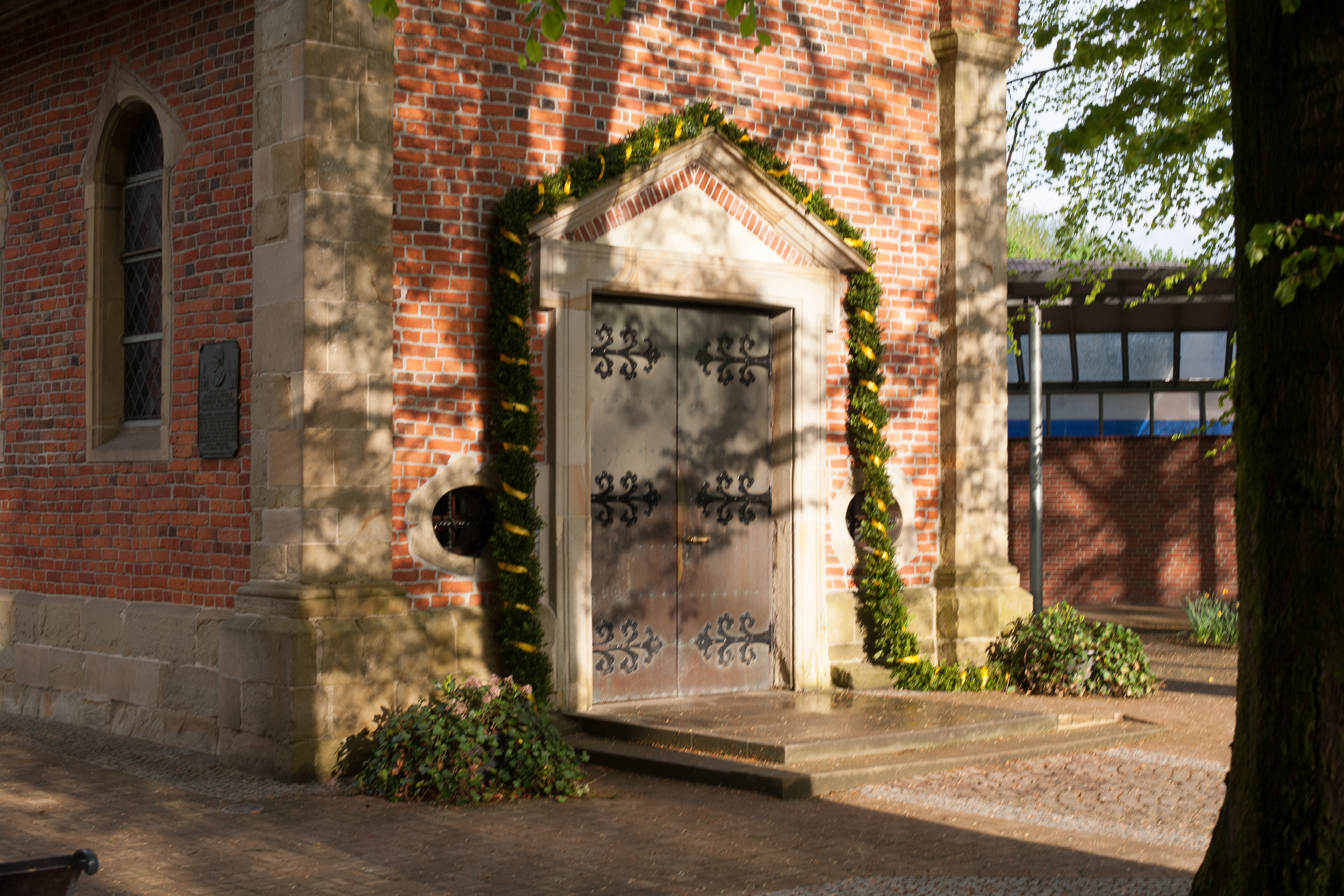
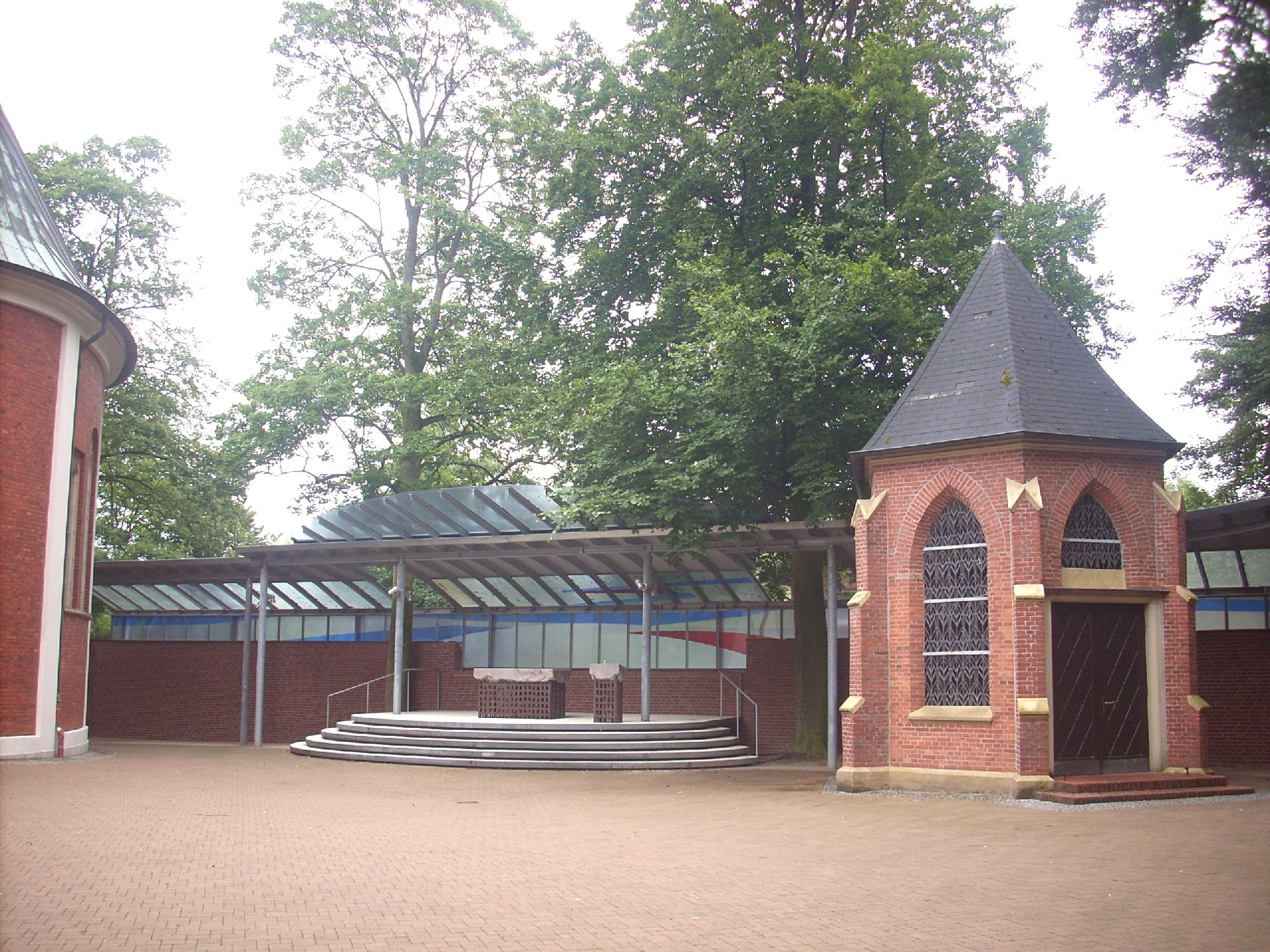
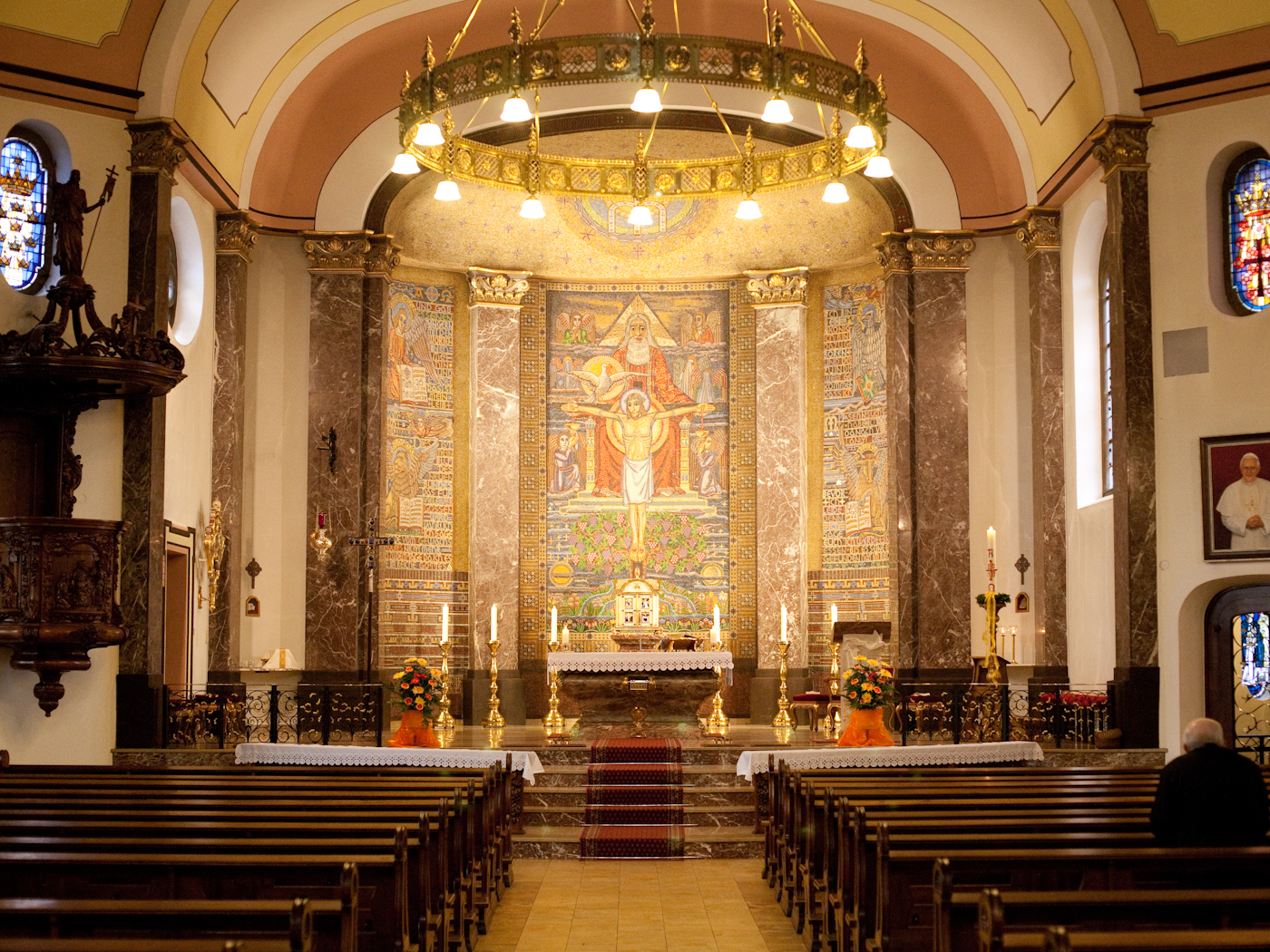
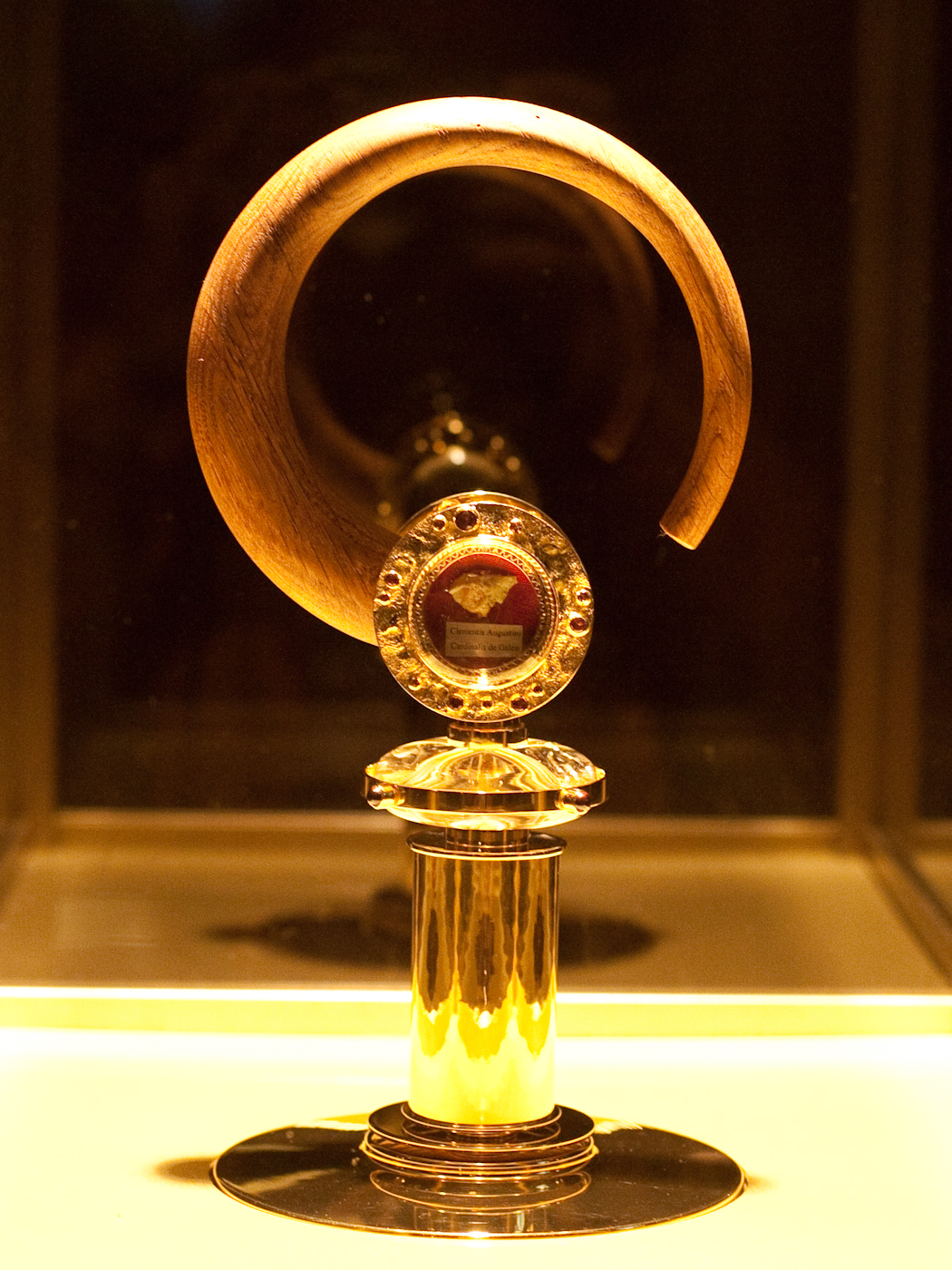
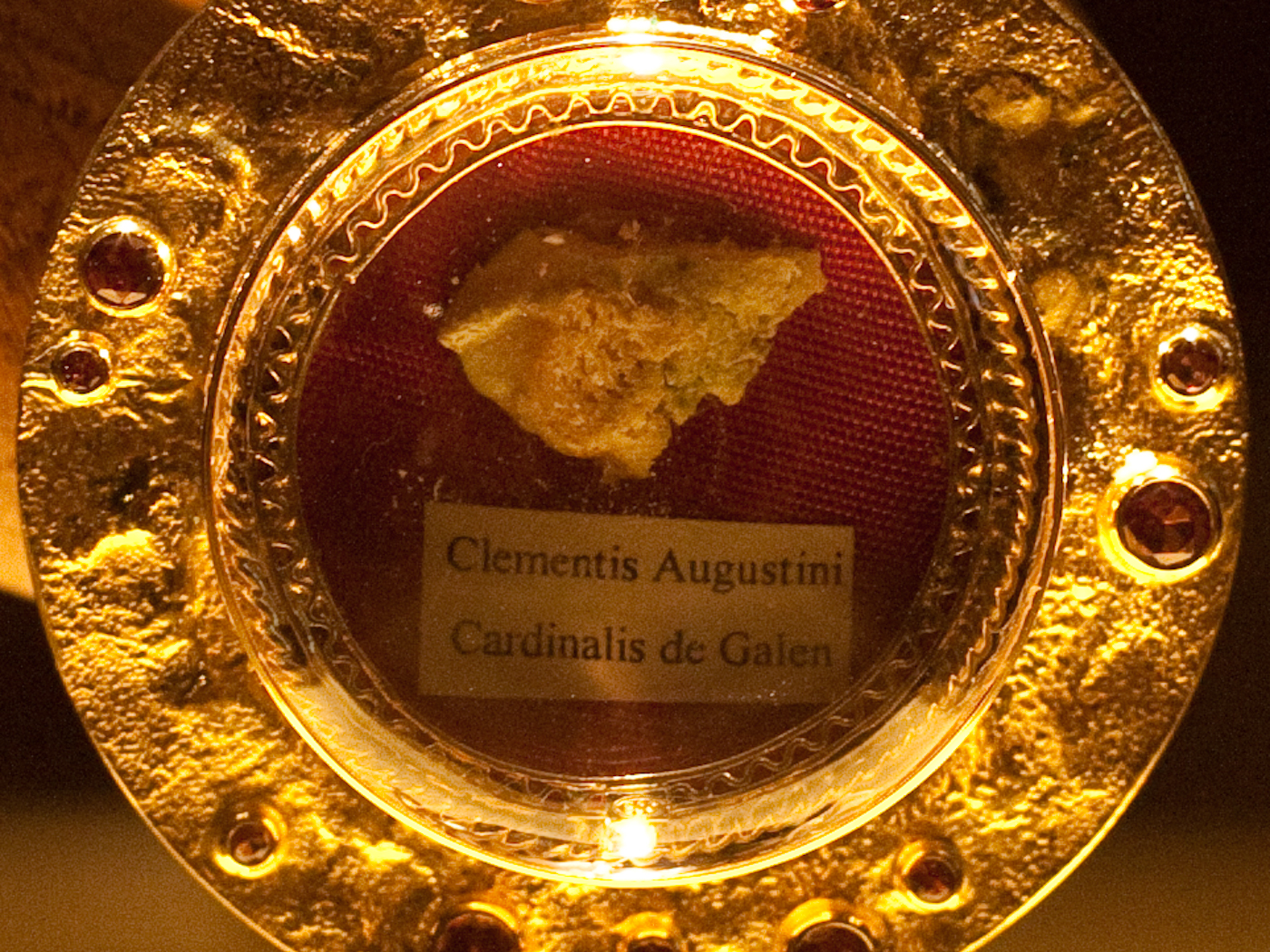